# 東華三院邱金元中學
東華三院邱金元中學（英語：TWGHs Yow Kam Yuen College）是香港一所政府津貼男女中學，前稱東華三院邱金元職業先修中學（實用中學），創立於1985年，由東華三院創校，並由伍振民建築師事務所設計，位於新界東沙田第一城第14J區（第一城站C出口對出）。

## 辦學宗旨
```
 本校秉承東華三院一貫的辦學精神，為社會提供完善及多元化的教育服務，作育英才，使兒童及青少年成長後能盡展所長，回饋社會。
 我們除為學生進行「全人教育」外，並提供一個優良的學習環境，使學生能發揮個人的潛能，日後成為具備知識技能、有獨立思考能力、勇於承擔責任和關注社會事務的良好公民。
 我們著重青少年的品德培養，積極培育學生建立正確的價值觀和積極的人生態度，並以校訓「勤儉忠信」為進德修業的依歸，勉勵他們拓展豐盛而有意義的人生。
```

## 設施
校舍佔地約5,500平方米樓高6層，樓高6層，設有23間標準課室及16間特別室，包括科學實驗室、資訊科技研習中心、電子教學室、綜合設計室、英語活動室、音樂室、基本商業室、電腦室、電腦實驗室及綜合科技室。另有家長資源中心、社工室、圖書館、學生活動中心、校園電視台、學生會室、醫療室、健身室、籃球場、有蓋操場及學校禮堂等。全校鋪設光纖網絡系統，校內每個課室及特別室均可以寬頻上網。

## 校訓
「勤、儉、忠、信」
勤：不倦不厭、全力以赴
儉：莫濫莫奢、恰如其份
忠：無怨無私、誠心盡力
信：休詐休疑、擇善固執

## 知名校友
- 何念澄：2009年聽障奧運會跆拳道男子58公斤以下級別 獲得銅牌（全港聽障運動員取得奧運第一面獎牌）
- 譚湜琛：香港男子輪椅劍擊運動
- 朱樂洺：TVB藝人
- 王智德：香港男子跳唱組合MIRROR成員
- 黃旭熙：前韩国男团NCT成员
- 余健誠：前馬會見習騎師，現為騎馬人
- 黃麗瑩：警署前高級督察
- 梁嘉儒：香港單車手
- 陳志強：香港運動員

## 校隊教練
- 葉銳新：現任田徑隊教練
- 張詩敏：現任排球隊教練
- 司徒偉傑：現任籃球隊教練
- 林健勳：現任足球隊教練